# Haidenkofen (Sünching)

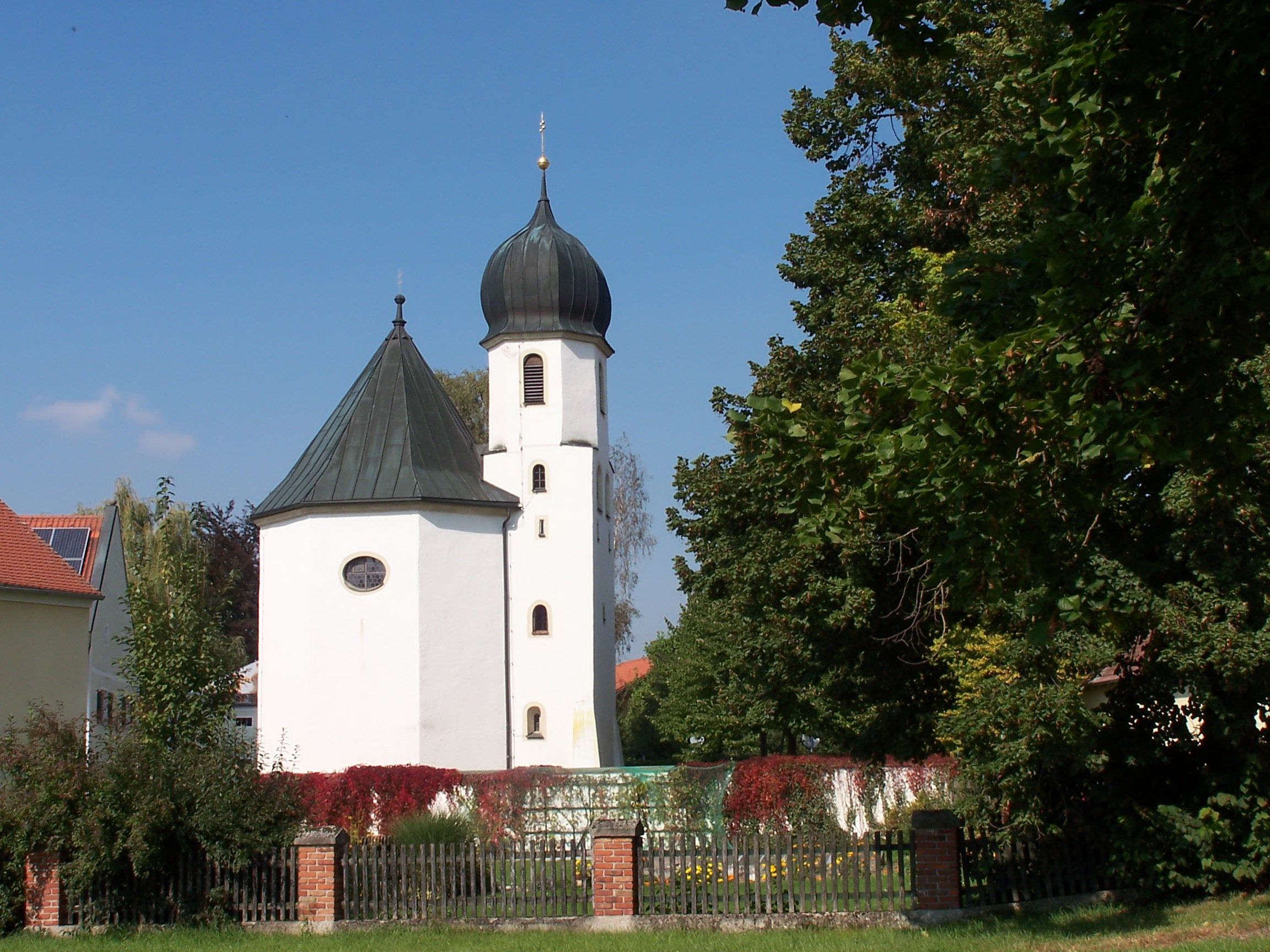
Haidenkofen, St. Ägidius

Haidenkofen ist ein Ortsteil der Gemeinde Sünching im Oberpfälzer Landkreis Regensburg. Bis 1972 bildete es eine selbstständige Gemeinde.

## Lage
Das Kirchdorf Haidenkofen, das man nicht mit dem ebenfalls im Gäuboden gelegenen gleichnamigen Ortsteil von Wallersdorf
verwechseln darf, liegt am Rand des Gäubodens etwa einen Kilometer westlich von Sünching an der Großen Laber. Im Jahre 2022 waren 81 Einwohner gemeldet.

## Geschichte
Orte mit der Endung „-kofen“ deuten auf die zweite Siedlungsperiode zwischen 650 und 800 n.Chr hin.
In der Zeit bis 1333 sind die Haidenkofer als alter Landadel zumeist als Zeugen und Bürgen in Schenkungsurkunden zu finden.
Als im frühen 14. Jahrhundert die Hofmarken entstanden, gehörte Haidenkofen gerichtsmäßig zur Hofmark Sünching.
Die Aufzeichnungen der Hofmarksherren beginnen 1560, das waren anfangs noch die Staufer.
Um 1573 ging die Hofmark auf die Grafen von Seinsheim aus Sünching über.
Durch das Gemeindeedikt vom 1818 wurde Heidenkofen selbstständige Gemeinde, gehörte aber immer noch zur Pfarrei und Schule Sünching. 1931 wurde die amtliche Schreibweise von Heidenkofen auf Haidenkofen geändert.
Im Rahmen der Gebietsreform schloss sich Haidenkofen am 1. Januar 1972 freiwillig der Gemeinde Sünching an.

## Name
Die Unterscheidung der beiden Haidenkofen in alten Urkunden erfolgt in der Regel durch die Schreibweise mit HE oder HÆ bei
Haidenkofen an der Laber und mit HA bei Haidenkofen bei Wallersdorf.
In einem päpstlichen Schutzbrief von 1145 für den Besitz des Domkapitels Regensburg wird unter anderem auch Heitemchoven (= Haidenkofen)
und auch Hitinchoven (= Hüttenkofen) genannt, so dass es auch zu den beiden Hüttenkofen (HI) eine Unterscheidung gibt. In einer
Bestätigung des päpstlichen Schutzbriefs aus dem Jahre 1183 ist die Schreibweise genauso.
Im Jahre 1296 tritt ein Heinricus de Heitenchouen als Zeuge in einem Rechtsstreit auf, 1313 wird ein Hof in Hætenchofen von
Fridrich von Sünching an seinen Schwager Fridrich Auer verkauft.
Aus dem Jahr 1315 ist ein Ulrich von Heytenchofen überliefert, der in anderen Urkunden auch Ulrich von Heittenkofen geschrieben wurde.
Die Schreibweisen Heittenkofen und auch Heitenchoven finden sich bis ca. 1403, Heytenkofen, Heyttenkofen und Heytenchofen noch länger.
Auf den Bairischen Landtafeln von Philipp Apian aus dem Jahre 1568 findet sich auf Tafel 11 Heittenkouen.
Im Jahr 1610 wird ein Miller (= Müller) aus Heidenkhouen genannt. 1840 ist im Topo-geografisch-statistischen Lexikon vom Königreiche Bayern bereits Haidenkofen genannt.

## Sehenswürdigkeiten
Filialkirche St. Ägidius der Pfarrei Sünching, deren Fundamente im 12. Jahrhundert datiert sind,
und im späten 17. oder frühen 18. Jahrhundert entstand der heutige Bau.

## Auszeichnungen

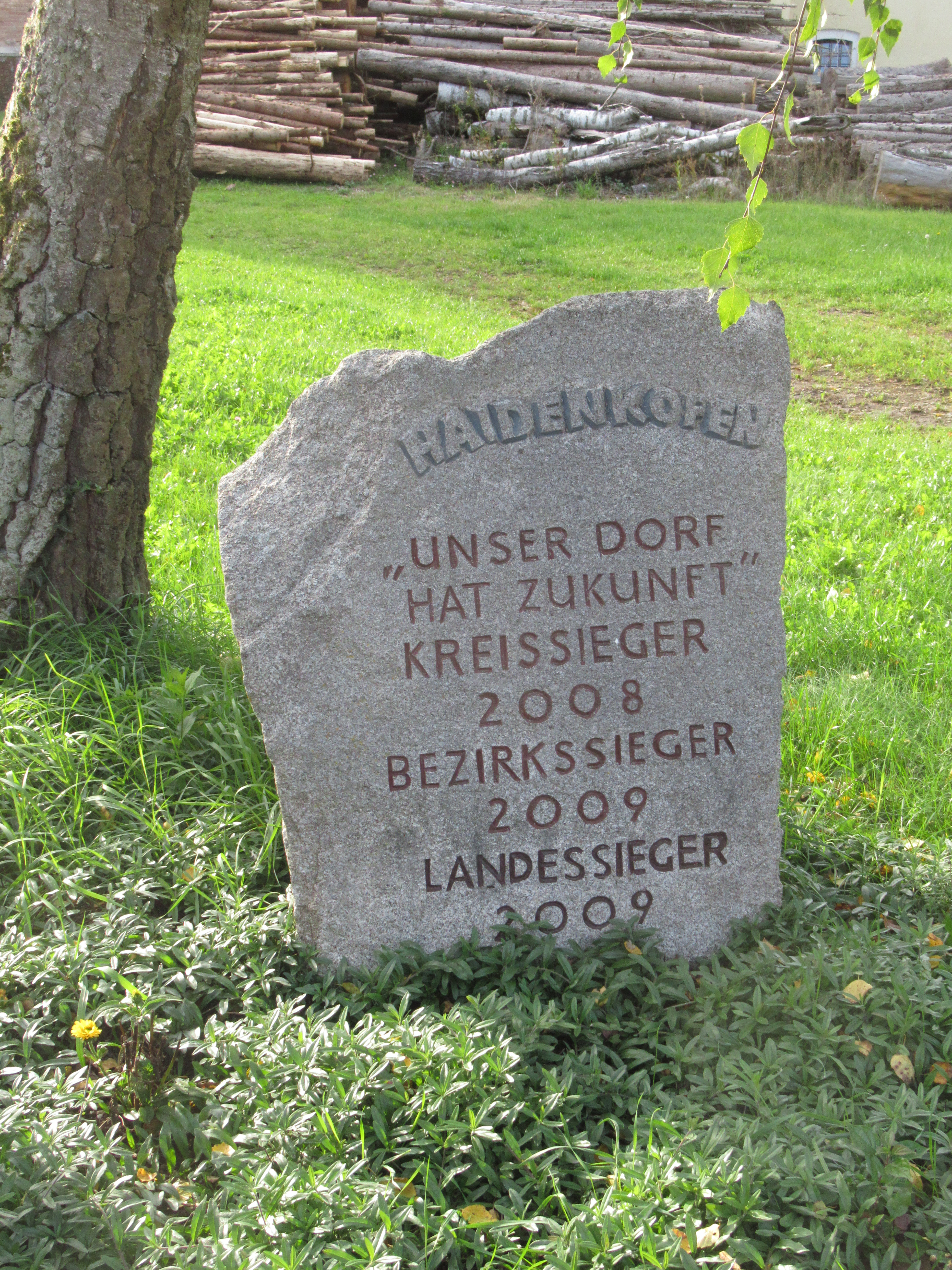
Haidenkofen 2008 2009

Haidenkofen wurde beim Bundeswettbewerb Unser Dorf hat Zukunft 2008 als Kreissieger und 2009 als Bezirks- und Landessieger ausgezeichnet.
2010 wurde das Dorf dann auf Bundesebene mit Gold ausgezeichnet.

## Vereine
- Freiwillige Feuerwehr Haidenkofen
- Fischereiverein Haidenkofen
- Schützenverein Haidenkofen
- Frauentreff Haidenkofen
- Jagdgenossenschaft Haidenkofen